# 布魯克巴赫河 (沃爾尼茨河支流)
49°00′20″N 10°36′59″E / 49.00559°N 10.61640°E
布魯克巴赫河（德語：Bruckbach），是德國的河流，位於該國東南部，由巴伐利亞負責管轄，屬於沃爾尼茨河的左支流，河道全長6.9公里，流域面積19.2平方公里。